# Guo Nüwang
Kaiserin Guo Nüwang (chinesisch 郭女王, Pinyin Guō Nǚwáng; * 184; † 235), formell Kaiserin Wende (文德皇后; standesgerechte und begabte Kaiserin), war eine Kaiserin der Wei-Dynastie zur Zeit der Drei Reiche. Ihr Gemahl war Cao Pi, der später als Wei Wendi erster Kaiser der Wei wurde.

## Familiärer Hintergrund und Heirat mit Cao Pi
Guo Nüwang wurde im Jahr 184 geboren. Ihr Vater Guo Yong (郭永) entstammte einer Reihe minderer lokaler Beamter. In ihrer Jugend war sie für ihre Intelligenz bekannt, und weil ihr Vater von ihrer Begabung beeindruckt war, gab er ihr den ungewöhnlichen Namen Nüwang (= Frau König, was so viel wie regierende Königin bedeutet). Ihre Eltern starben jedoch früh, und Guo Nüwang verdingte sich als Dienerin im Hause eines Marquis von Tongdi. Dann wurde sie eine Konkubine Cao Pis; auf welche Weise, ist nicht bekannt. Cao Pi war damals bereits Kronprinz des Prinzen von Wei, Cao Cao. Er war von Guo Nüwangs Intelligenz und Schönheit beeindruckt und zog sie seinen anderen Konkubinen so sehr vor, dass er bald seine Gemahlin Zhen Luo geringschätzte. Guo Nüwang verstärkte die Spannung des Paares noch zusätzlich, indem sie Cao Pi glauben machte, Zhen Luos Sohn Cao Rui sei nicht sein eigener Sohn, sondern stamme eher von Frau Zhens vorigem Gemahl Yuan Xi. Sie berief sich darauf, dass Cao Rui schon acht Monate nach der Heirat von Cao Pi und Frau Zhen geboren sei. Nach dem Tode seines Vaters Cao Cao (220) zwang Cao Pi den letzten Han-Kaiser Xian, zu seinen Gunsten abzudanken, und 221 zwang er seine Gemahlin Zhen Luo, Selbstmord zu begehen. Er erhob seine Konkubine Guo 222 zur Kaiserin.

## Als Kaiserin
Nachdem Guo Nüwang Kaiserin geworden war, soll sie die kaiserlichen Konkubinen gut angeleitet und vor Fehltritten gegenüber dem Kaiser bewahrt haben. Es heißt auch, sie habe sparsam gelebt. Ihr Einfluss auf die Regierung ihres Gemahls war minimal; ihre einzige in der Historie vermerkte Tat ist ihr Einschreiten zu Gunsten Cao Hongs 226 (auf Bitten der Kaiserinmutter Bian), dessen Leben verschont wurde.
Kaiserin Guo hatte keine Söhne. Cao Pis ältester Sohn Cao Rui sollte den Thron erben, wurde aber wegen des Geschicks seiner Mutter nicht zum Kronprinzen ernannt, nur zum Prinzen von Pingyuan. Er soll von Kaiserin Guo oder der Konkubine Li aufgezogen worden sein und hatte daher eine enge Verbindung zur Kaiserin. Es gibt keine Anzeichen dafür, dass Kaiserin Guo sich gegen Cao Ruis Nachfolge gestellt hätte, als Cao Pi 226 ernsthaft erkrankte und ihm endlich zum Kronprinz erhob. Cao Pi starb kurz darauf, und Cao Rui bestieg den Thron als Kaiser Ming.

## Als Kaiserinmutter
Der neue Kaiser ernannte seine leibliche Mutter, Zhen Luo, postum zur Kaiserin Wenzhao, während er seiner Stiefmutter den Titel der Kaiserinmutter verlieh. Er versah auch ihre Familie mit zahlreichen Geschenken und Titeln. Als Guo Nüwang 235 starb, wurde sie mit den einer Kaiserin gebührenden Ehren bei ihrem Gemahl Cao Pi bestattet. Ihre Familie wurde von ihrem Stiefsohn weiterhin geehrt.
Die Umstände des Todes der Kaiserin Guo sind umstritten. Ein augenscheinlich verlässlicher, wenn auch nicht schlüssiger historischer Bericht behauptet, dass die Konkubine Li dem Kaiser Cao Pi zu seinen Lebzeiten verraten habe, welche Rolle Guo Nüwang in der Absetzung seiner Gemahlin Zhen Luo gespielt habe. Sie sagte ihm auch, dass Zhen Luo auf Guo Nüwangs Betreiben hin mit ihrem Haar über ihrem Gesicht und dem Mund voller Reisspelten bestattet wurde, damit sie sich nach ihrem Tode nicht beklagen könne. Cao Rui geriet in Wut und befragte Guo Nüwang dazu, die sich nicht erklären konnte. Er zwang sie dann zum Selbstmord und bestattete sie wie eine Kaiserin, aber auf dieselbe Weise wie Zhen Luo.
| Vorgänger                  | Amt                                 | Nachfolger |
| -------------------------- | ----------------------------------- | ---------- |
| Cao Jie von Han            | Kaiserin von China (Norden) 222–226 | Mao        |
| keine (Dynastie begründet) | Kaiserin der Wei-Dynastie 222–226   | Mao        |

| Personendaten    | Personendaten                                              |
| ---------------- | ---------------------------------------------------------- |
| NAME             | Guo Nüwang                                                 |
| ALTERNATIVNAMEN  | 郭女王 (chinesisch); Kaiserin Wende; 文德皇后 (chinesisch) |
| KURZBESCHREIBUNG | chinesische Kaiserin der Wei-Dynastie                      |
| GEBURTSDATUM     | 184                                                        |
| STERBEDATUM      | 235                                                        |